# Eduard Alexandrowitsch Reiswich
Eduard Alexandrowitsch Reiswich (russisch Эдуард Александрович Рейзвих; * 20. März 1991 in Omsk, Russischen SFSR) ist ein russischer Eishockeytorwart, der zuletzt beim HK Saryarka Karaganda in der Wysschaja Hockey-Liga unter Vertrag stand.

## Karriere
Eduard Reiswich stand 1995 das erste Mal auf Schlittschuhen und begann seine Karriere als Eishockeyspieler in der Nachwuchsabteilung des HK Awangard Omsk, für dessen zweite Mannschaft er von 2007 bis 2009 in der drittklassigen Perwaja Liga aktiv war. In der Saison 2009/10 gab der Torwart für die Profimannschaft des HK Awangard sein Debüt in der ein Jahr zuvor gegründeten Kontinentalen Hockey-Liga. Bei seinen einzigen beiden Einsätzen wies er einen Gegentorschnitt von 4.98 und eine Fangquote von 83,3 % auf. Die gesamte restliche Spielzeit verbrachte er in der Nachwuchsliga MHL für die Juniorenmannschaft des HK Awangard, in der er auch die Saison 2010/11 begann.
Im Dezember 2013 wurde Reiswich an den HK Kuban Krasnodar aus der Wysschaja Hockey-Liga abgegeben, ehe er zur folgenden Saison in Omsks Kader zurückkehrte. Nach jeweils einem Jahr beim HK Saryarka Karaganda und Neftjanik Almetjewsk in der Wysschaja Hockey-Liga spielt er seit 2017 beim HK Sibir Nowosibirsk in der KHL, kam dort in seiner ersten Spielzeit aber nur zu einem Einsatz.